# Ocinebrina gracillima
Ocinebrina gracillima är en snäckart som först beskrevs av Robert Edwards Carter Stearns 1871.  Ocinebrina gracillima ingår i släktet Ocinebrina och familjen purpursnäckor. Inga underarter finns listade i Catalogue of Life.